# Jürgen Geschke
Jürgen Geschke, född den 7 juli 1943 i Berlin, Tyskland, är en östtysk tävlingscyklist som tog OS-silver i tandemcyklingen vid olympiska sommarspelen 1972 i München. OS-brons i lagtempoloppet vid olympiska sommarspelen 1976 i Montréal. 